# Никола Попиванов (свещеник)
Никола Шарков Попиванов е български духовник и революционер, деец на Вътрешната македонска революционна организация.

## Биография
Никола Попиванов е роден на 15 февруари 1878 година в неврокопското село Балдево, тогава в Османската империя, в семейството на свещеник Иван Дзивгаров (1848 – ?) от Огняново и Димитрия Шаркова от Балдево. Негов по-малък брат е революционера Илия Попиванов.
Никола Попиванов се включва също в македонското освободително движение. След възстановяването на ВМРО от Тодор Александров участва в Спомагателната организация в Балдево.
По-късно приема монашески сан в родното си Балдево. След Деветосептемврийския преврат е репресиран. Изселен е в периода от 14 октомври 1949 година до 14 февруари 1956 година от Балдево в Черни вит.

## Семейство
Жени се за Евангелия, с която има деца Андон (учител в Гърмен, царски офицер, кмет на Сатовча) който има ранно починала близначка, Илия, Борис, Йордан, Димитрия, Иван (1925). Синът му Йордан Попниколов учи в семинария и заедно с четиримата си братя и зет си е затворен в ТВО „Белене“ през 1954 година, а по-късно става свещеник. Негови деца са химика Евгения Влахова и свещеник Никола Попйорданов Попниколов, служил в Мюнхен, Българска източноправославна епархия в Западна и Средна Европа.